# Гіллсборо (Північна Кароліна)
Гіллсборо (англ. Hillsborough) — місто (англ. town) в США, в окрузі Орандж штату Північна Кароліна. Населення — 9660 осіб (2020).

## Географія
Гіллсборо розташоване за координатами 36°4′40″ пн. ш. 79°5′53″ зх. д. / 36.07778° пн. ш. 79.09806° зх. д. (36.077903, -79.097979).  За даними Бюро перепису населення США в 2010 році місто мало площу 13,99 км², з яких 13,81 км² — суходіл та 0,18 км² — водойми.

## Демографія
Згідно з переписом 2010 року, у місті мешкало 6087 осіб у 2324 домогосподарствах у складі 1503 родин. Густота населення становила 435 осіб/км².  Було 2593 помешкання (185/км²).
Расовий склад населення:
| - 62,9 % — білих - 29,5 % — чорних або афроамериканців - 1,7 % — азіатів - 0,6 % — корінних американців - 3,3 % — осіб інших рас |

До двох чи більше рас належало 2,1 %. Частка іспаномовних становила 6,6 % від усіх жителів.
За віковим діапазоном населення розподілялося таким чином: 24,0 % — особи молодші 18 років, 63,8 % — особи у віці 18—64 років, 12,2 % — особи у віці 65 років та старші. Медіана віку мешканця становила 38,2 року. На 100 осіб жіночої статі у місті припадало 97,5 чоловіків;  на 100 жінок у віці від 18 років та старших — 96,6 чоловіків також старших 18 років.
Середній дохід на одне домашнє господарство  становив 65 915 доларів США (медіана — 48 632), а середній дохід на одну сім'ю — 84 582 долари (медіана — 69 406). Медіана доходів становила 50 680 доларів для чоловіків та 50 612 долари для жінок. За межею бідності перебувало 19,0 % осіб, у тому числі 30,0 % дітей у віці до 18 років та 14,2 % осіб у віці 65 років та старших.
Цивільне працевлаштоване населення становило 2738 осіб. Основні галузі зайнятості: освіта, охорона здоров'я та соціальна допомога — 35,9 %, науковці, спеціалісти, менеджери — 13,6 %, роздрібна торгівля — 13,2 %.